# Фолис Йосип
Йо́сиф Фо́лис  (26 жовтня 1862, Новий Кропивник — 9 жовтня 1917, Відень) — український громадський і політичний діяч, греко-католицький священник.

## Біографія
Народився 28 жовтня 1862 р. с. Новий Кропивник Дрогобицького повіту, Королівство Галичини та Володимирії, Австрійська імперія.
Батько — Михайло Фолис († 1907), греко-католицький священник у с. Старий Кропивник, син Тимофія Фолиса, коваля з с. Бунова у Перемиському повіті (тепер Яворівський район Львівської обл.) та Терези Шиманської.
Мати — Олена Фолис, донька Івана Ганкевича, греко-католицького священника в с. Братковичі Перемиського повіту (тепер Городоцький район Львівської області) та Рейх Олени.
Є вагомі підстави вважати, що дружина Йосифа Марія з Курбасів (1869—1893) була родичкою Леся Курбаса.
Родина Фолисів пов'язана сімейними зв'язками із знатними у Галичині родинами, зокрема Ганкевичів, Курбасів, Подолинських, Людкевичів, Онишкевичів, П'ясецьких, Мельників, Рудницьких, Лінинських, Турянських, Білинських. Братом Йосифа був Євген Фолис (1876—1947) — підполковник (Oberstleutnant) Цісарсько-королівського гусарського полку № 10, визначний спортсмен (кінний спорт) Австрії, який у 1908 та 1912 роках встановлював світові рекорди в Чемпіонаті світу, його племінницею була Олена Лотоцька (1894—1975) — багатолітня очільниця Союзу Українок Америки.
В 1892 року у подружжя Фолисів народився син Михайло — у майбутньому січовий стрілець, розстріляний польською владою у 1919 р. на Цитаделі у Львові.
З 1894 р. о. Й. Фолис призначений парохом села Скнилова під Львовом. Скнилів став тією парохією, на якій о. Фолис закріпився до кінця свого життя, де й похований на сільському цвинтарі.
На надгробному пам'ятнику на могилі о. Йосифа Фолиса у Скнилові викарбувано: «Тут спочиває о. ЙОСИФ ФОЛИС — парох Скнилова, посол до австрійського парламенту і фундатор. Помер дня 9.Х.1917 р., проживши 58 літ. В. Й. П.». Проте вказаний вік не відповідає дійсності, оскільки архівні дані (м. Львів, ЦДІАЛ) підтверджують 1862 рік народження.

## Душпастирська та громадська праця
- здобував освіту священника у Відні у 1881—1885 роках;
- душпастирська праця розпочалася у 1885 р. Після висвячення у 1887 році займав різні священничі посади на парохіях Бродівського та Золочівського повітів;
- член Товариства св. апостола Павла під покровительством Митрополита Андрея Шептицького;
- член правління читальні «Просвіта»;
- член громадської ради і голова ради місцевої школи в Скнилові;
- член товариства «Сокіл», спілки господарсько-торговельної «Єдність», «Братства тверезості» у Скнилові;
- створив громадську організацію Львівського повіту, яка влилася цілим складом у «Селянську Раду» під проводом о. Григорія Гірняка з Винників;
- заступник голови Комісії, яка управляла фондом вдів і сиріт по священниках Львівської архиєпархії (з 1905 до 1908 р. включно);
- займався розпарцелюванням земельних маєтків та поділом землі поміж місцевих громадян, набуту частину цієї ґрунтової маєтності призначив на рільничу фундацію;
- 1911 р. на ювілейний день Т. Шевченка жертвував 14 моргів землі товариству «Сільський господар»;
- член Головної ради товариства «Сільський господар». У Скнилові під Львовом це товариство розпочало організацію постійної садівничо-городничої школи на землях, які подарував о. Й. Фолис. Своє майно (68 моргів поля і 10 моргів саду з господарськими будівлями в с. Скнилові) о. Й. Фолис перед смертю записав теж на товариство «Сільський Господар»;
- разом з соратниками заснував товариство «Провидіння» у Львові для поради і допомоги емігрантам;
- фундатор будівництва нової церкви в Скнилові, яка була знесена у зв'язку з розбудовою летовища.

Галицькі часописи «Руслан», «Діло» та інші називали Й. Фолиса визначним просвітнім організатором та діячем в краю, великим національно-демократичним генієм, а земельну пожертву на товариство «Сільський Господар» називали «княжим даром».

## Політична діяльність
У 1907 р. о. Йосиф Фолис став послом (депутатом) до Ради державної від двомандатного 64 виборчого округу (судові повіти Львів, Винники, Городок, Щирець — без сіл Вербіж, Кагуїв і Гонятичі), вигравши з великою перевагою вибори до австрійського парламенту. Повторно виграв вибори від цього округу і в 1911 році.
Член парламентської фракції «Український клуб». Й. Фолис був одним з найвпливовіших політичних діячів того часу, відстоюючи у парламенті українські інтереси, зокрема, 20 червня 1907 р. рішуче виступив проти тенденційно проведених виборів до Ради державної, на яких була зменшена кількість мандатів, «припадаючих Русинам», розвінчує підтримку русофільства, в промові у справі фінансових проектів уряду 21 жовтня 1913 р. він вимагав провести дискусію до вирішення галицької сеймової виборчої реформи, а також висунув вимогу усунення польського панування на українській землі.
Йосиф Фолис мав великі зв'язки у вищих колах Відня, зокрема у Військовому міністерстві, що стало у пригоді під час підготовки до збройної боротьби за українську державу. Він очолив політичний конспіративний «Комітет трьох», який організовував збройне перебрання влади у Галичині українцями, що вилилося згодом у Листопадовий зрив 1918 р. У комітет крім нього самого (після смерті Й. Фолиса до складу комітету увійшов Іван Кивелюк) входили Лонгин Цегельський та Василь Панейко.